# U-49号潜艇 (1915年)
陛下之49号潜艇是德意志帝国海军建造的一艘潜艇或称U艇。它由但泽的帝国船厂承建，于1915年11月26日下水，至1916年5月31日交付使用。U-49号是在第一次世界大战期间服役的329艘德国潜艇之一，并参加了大西洋潜艇战。在其六次巡逻中，共击沉协约国或中立国的38艘商船，容积总吨为86320吨。1917年9月11日，U-49号在比斯开湾与货轮英国运输号经过五个小时的炮战后，遭后者撞击致沉，艇内官兵全数阵亡。这是战争中第一次有商船击沉U艇。

## 设计
第一次世界大战爆发后，从U-43号开始，德国潜艇进入战时动员型生产时期。它们在尺寸上与前期的柴电潜艇类似，但在推进力和续航力上有所提高。动员型在艇体结构和舱室布置方面也有很多创新，例如采用外置式龙骨，将控制舱和指挥舱前移，增加船员居住舱空间，并将居住舱的位置调整至柴油机舱和控制舱之间。此外，潜望镜长度从以往的7.5米增至12米，下潜反应时间缩短为60－90秒。
U-49号的全长为65米；舷宽6.2米，当中的耐压壳体宽为4.18米；有9米的总高和3.74米的吃水深度。艇只的水上排水量为725吨，水下为940吨。
艇只搭载有可在水上使用的两台猛狮六缸四冲程柴油发动机，总功率为2,000匹公制馬力（1,471千瓦特）；以及可在水下使用的西门子-舒克特双电动发电机，总功率为1,200匹公制馬力（883千瓦特）。这些发动机用以驱动双轴、每根轴各一个的直径1.6米长螺旋桨，从而使艇只在水上的最高速度达15.2節（28.2每小時），在水下的最高航速为每小时9.7節（18.0每小時）。U-49号可以8節（15每小時）的速度在水上巡航11,400海里（21,100），或以5節（9.3每小時）的速度在水下巡航51海里（94）。它的潜航深度为50米。
U-49号装备了四具直径为500毫米的鱼雷发射管，其中艏、艉各两具，并可携带合共6枚G6型鱼雷。辅助武器为两门88毫米30倍径速射炮，1916年至1917年间则被一门105毫米45倍径速射炮所取代。其标准船员编制为4名军官和32名水兵。

## 历史
U-49号是由德意志帝国海军于1914年8月4日向但泽的帝国船厂订购。它于1915年11月26日下水，至1916年5月31日在首任暨唯一一任艇长、海军上尉理夏德·哈特曼的指挥下正式入役，并被编第三潜艇区舰队。
第一次世界大战期间，U-49号在北大西洋东部总计完成六次巡逻，共击沉了容积总吨为86320吨的38艘协约国或中立国商船，另击伤2艘（2609总吨）以及缴获1艘（566总吨）商船。在其最后一次任务中，U-49号本应摧毁多格滩以西的一条海底电缆。然而，事实证明用于切割电缆的分离装置存在设计缺陷。因此，哈特曼艇长决定继续在大西洋展开破交战，并于1917年9月11日在法国韦桑岛以西约340海里（630）处击沉载重4170总吨的英国轮船维也纳号（Vienna）。
击沉维也纳号的当晚，U-49号又在大西洋东北部遇到了一艘满载军火和其他爆炸物的零担货轮英国运输号，当时这艘船正从法国布雷斯特驶往俄罗斯的阿尔汉格尔斯克。德国潜艇遂浮出水面与之展开了长达5小时的炮战。夜幕降临时，英国船只发现了两枚鱼雷的踪迹，并得以规避。而潜艇的航道也像海面上的一条磷光带一样清晰可见，在这条带的尽头可以识别出潜艇的影子。根据英国船长的指示，英国运输号全速对潜艇实施撞击。遭受重创的U-49号失去了动力，艇艉随之开始下沉。当潜艇船员意欲出逃时，英国人设法将一枚手榴弹掷中了潜艇内部，使其船员全数阵亡。U-49号的沉没地点大致位于比斯开湾以西的46°17′N 14°42′W / 46.283°N 14.700°W处。
这是战争中第一次有商船击沉U艇。因此，英国运输号的船长阿尔弗雷德·波普（Alfred Pope）于1918年2月获颁杰出服务勋章，大副、二副和轮机长则获颁杰出服务十字勋章；另有七名船员被授予杰出服务奖章、以及三人获得杰出服务表彰。

## 袭击历史摘要
| 日期           | 船名           | 船籍       | 吨位 | 结局       |
| -------------- | -------------- | ---------- | ---- | ---------- |
| 1916年9月28日  | 本吉拉号       | 瑞典       | 688  | 击沉       |
| 1916年9月28日  | 伊曼纽尔号     | 挪威       | 246  | 击沉       |
| 1916年9月29日  | 哈尔法格雷号   | 挪威       | 566  | 缴作战利品 |
| 1916年9月29日  | 诺能号         | 挪威       | 215  | 击沉       |
| 1916年11月1日  | 希托尼亚号     | 英国       | 3533 | 击沉       |
| 1916年11月2日  | 卡斯韦尔号     | 英国       | 245  | 击沉       |
| 1916年11月2日  | 哈尔法特城堡号 | 英国       | 274  | 击沉       |
| 1916年11月2日  | 京都号         | 英国       | 282  | 击沉       |
| 1916年11月8日  | 哥伦比亚号     | 美国       | 8580 | 击沉       |
| 1916年11月9日  | 巴尔托号       | 挪威       | 3538 | 击沉       |
| 1916年11月9日  | 福尔达伦号     | 挪威       | 2835 | 击沉       |
| 1916年11月10日 | 卡马号         | 挪威       | 794  | 击沉       |
| 1916年11月11日 | 芭芭拉号       | 希腊       | 2831 | 击沉       |
| 1916年11月11日 | 拉格纳号       | 丹麦       | 2123 | 击沉       |
| 1916年11月12日 | 卡林顿小姐号   | 英国       | 3269 | 击沉       |
| 1916年11月12日 | 莱达号         | 荷蘭       | 1140 | 击伤       |
| 1916年11月12日 | 特蕾泽号       | 丹麦       | 1333 | 击沉       |
| 1916年11月15日 | 布里昂泰号     | 法國       | 255  | 击沉       |
| 1916年11月15日 | 洛尔卡号       | 英国       | 4129 | 击沉       |
| 1917年2月19日  | 西格丽德号     | 俄罗斯帝国 | 2194 | 击沉       |
| 1917年2月27日  | 加尔格姆城堡号 | 英国       | 1596 | 击沉       |
| 1917年2月27日  | 路易吉诺·B号   | 義大利王國 | 1971 | 击沉       |
| 1917年2月27日  | 鸢尾兰号       | 英国       | 4445 | 击沉       |
| 1917年3月3日   | 纽斯特德号     | 英国       | 2836 | 击沉       |
| 1917年3月3日   | 塞格莫尔号     | 英国       | 5197 | 击沉       |
| 1917年5月5日   | 斯尼格号       | 挪威       | 2115 | 击沉       |
| 1917年5月8日   | 碧冬茄号       | 英国       | 1749 | 击沉       |
| 1917年5月11日  | 大律师号       | 英国       | 3679 | 击沉       |
| 1917年5月14日  | 卡恩摩尼号     | 英国       | 1299 | 击沉       |
| 1917年5月17日  | 乔治·派曼号    | 英国       | 3859 | 击沉       |
| 1917年7月1日   | 斯塔尔黑姆号   | 挪威       | 1469 | 击伤       |
| 1917年7月3日   | 兴布里亚号     | 丹麦       | 234  | 击沉       |
| 1917年7月3日   | 玛丽·博伊斯号  | 丹麦       | 101  | 击沉       |
| 1917年7月3日   | 普勒夫内明一号 | 荷蘭       | 112  | 击沉       |
| 1917年7月3日   | 索尔号         | 荷蘭       | 105  | 击沉       |
| 1917年7月8日   | 奥布阿西号     | 英国       | 4416 | 击沉       |
| 1917年7月10日  | 大卫王号       | 英国       | 3680 | 击沉       |
| 1917年7月12日  | 莫里菲尔德号   | 英国       | 3086 | 击沉       |
| 1917年7月15日  | 达霍普号       | 英国       | 2086 | 击沉       |
| 1917年7月16日  | 拉米亚·L号     | 義大利王國 | 2220 | 击沉       |
| 1917年9月11日  | 维也纳号       | 英国       | 4170 | 击沉       |

## 脚注
1. ↑  Gröner，第8-10頁.
2. ↑  Helgason, Guðmundur. . German and Austrian U-boats of World War I - Kaiserliche Marine - Uboat.net.
3. 1 2  Helgason, Guðmundur. . German and Austrian U-boats of World War I - Kaiserliche Marine - Uboat.net.   [2021-08-30].
4. ↑  Herzog，第48頁.
5. 1 2 3 4  陈进，第71頁.
6. ↑  Herzog，第68頁.
7. ↑  Helgason, Guðmundur. . German and Austrian U-boats of World War I - Kaiserliche Marine - Uboat.net.   [2021-08-27].
8. ↑  Herzog，第89頁.
9. ↑  Kemp，第34頁.
10. 1 2  Burrell，第73頁.
11. ↑  . 倫敦憲報 (Supplement). No. 30536. 22 February 1918.
12. ↑  Burrell，第74頁.
13. ↑  Helgason, Guðmundur. . German and Austrian U-boats of World War I - Kaiserliche Marine - Uboat.net.   [30 November 2014].